# Tråvads kyrka
Tråvads kyrka är en kyrkobyggnad som sedan 2018 tillhör Varabygdens församling (2002—2018 Larvs församling och tidigare Tråvads församling) i Skara stift. Den ligger i kyrkbyn Tråvad i Vara kommun.

## Kyrkobyggnaden
Den medeltida kyrka som tidigare fanns på platsen revs 1870. Den nuvarande stenkyrkan, som stilmässigt är en blandning av empir och nygotik, uppfördes 1873 av byggmästaren Johannes Larsson från Varola efter ritningar av arkitekt Axel Fredrik Nyström. Planen består av ett långhus med tresidigt kor i öster och ett torn i väster. Vid norra sidan finns en vidbyggd sakristia. Ytterväggarna är spritputsade. Tornet har hörnkedjor av huggen sandsten från den gamla kyrkan. Långhus, kor och sakristia har sadeltak belagda med skiffer. Torntaket har en fyrsidig huv belagd med skiffer. Ovanför tornhuven finns en åttasidig lanternin med åttasidig tornspira. Lanternin och tornspira är klädda med kopparplåt.
En större renovering genomfördes 1951 under ledning av arkitekt Axel Forssén, då bland annat kaminerna ersattes av elvärme. Den ljusa interiören har emellertid kvar sitt tredingstak och delar av originalinredningen.

## Inventarier
- Dopfunten är från 1200-talet. Cuppan är dekorerad med palmettrankor.
- En altartavla från gamla kyrkan sattes upp 1936.
- Altaruppsatsen i barock är från 1695.
- Träskulptur av Sankt Johannes, ursprungligen från kalvariegrupp, från 1300-talet.

### Klockor
Lillkockan är tidigmedeltida och av samma typ som den i Saleby kyrka. Den har en ålderdomlig inskrift på latin i två delar, som kan tyda på att klockan tillkommit under 1100-talet. Inskriften lyder i översättning: Må han som glänser över stjärnorna välsigna oss! — Må den Hel. Johannes döparens klocka beskydda oss!

### Orgel
Orgeln som är placerad på läktaren i väster, byggdes av Thorsell & Eriksson i Göteborg och installerades 1902. Den är nästan orörd och endast en stämma har bytts ut sedan tillkomståret. Den stumma fasaden är samtida med verket. Orgeln har åtta stämmor fördelade på manual och pedal.

## Bilder

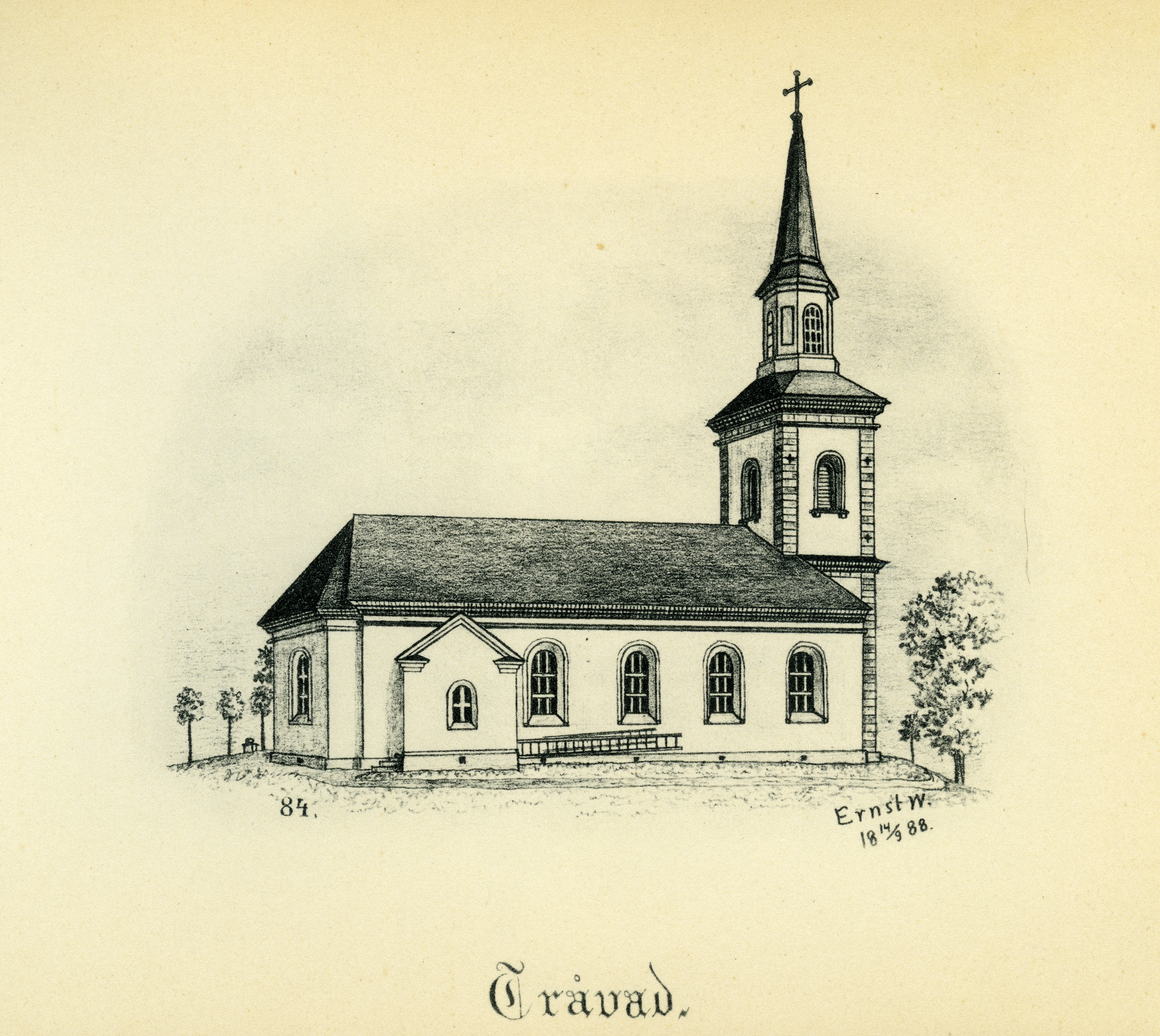
Kyrkan på teckning från 1888.
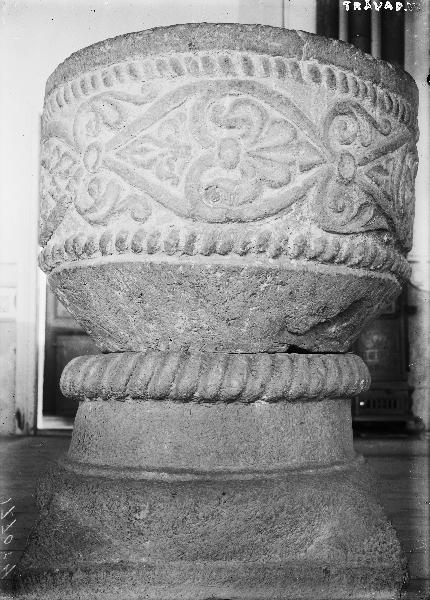
Dopfunt
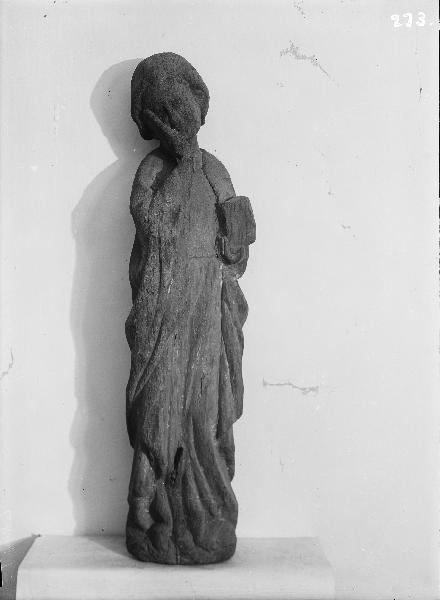
Träskulptur av Sankt Johannes
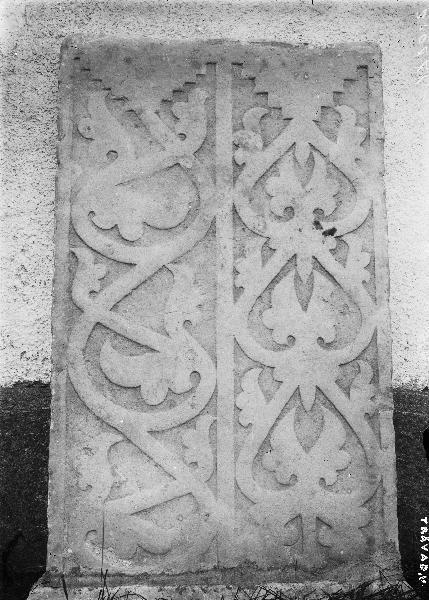
Liljesten